# Abdelkader Zaddem
Abdelkader Zaddem (* 29. November 1944) ist ein ehemaliger tunesischer Langstreckenläufer.
Über 10.000 m wurde er Achter bei den Olympischen Spielen 1972 in München und siegte bei den Mittelmeerspielen 1975.
Sechsmal nahm er an den Crosslauf-Weltmeisterschaften teil mit folgenden Platzierungen:
- 1973 in Waregem: 20
- 1974 in Monza: 19
- 1975 in Rabat: 12
- 1976 in Chepstow: 36
- 1978 in Glasgow: 116
- 1980 in Paris: 102

## Persönliche Bestzeiten
- 5000 m: 13:31,2 min, 2. Juni 1976, Saint-Maur-des-Fossés
- 10.000 m: 28:14,70 minm, 31. August 1972, München